# Aulus Ducenni Gemin
Aulus Ducenni Gemin (llatí: Aulus Ducennius Geminus) va ser un magistrat romà. Neró el va nomenar un dels tres consulars que l'any 63 havien de supervisar la vectigalia i perseguir els que actuessin malament. Els altres dos van ser Pompei Paulí i Luci Pisó. Més tard sota l'emperador Galba, l'any 68 va ser prefecte de la ciutat (praefectus urbis).